# Fontane-Denkmal (Großer Tiergarten)

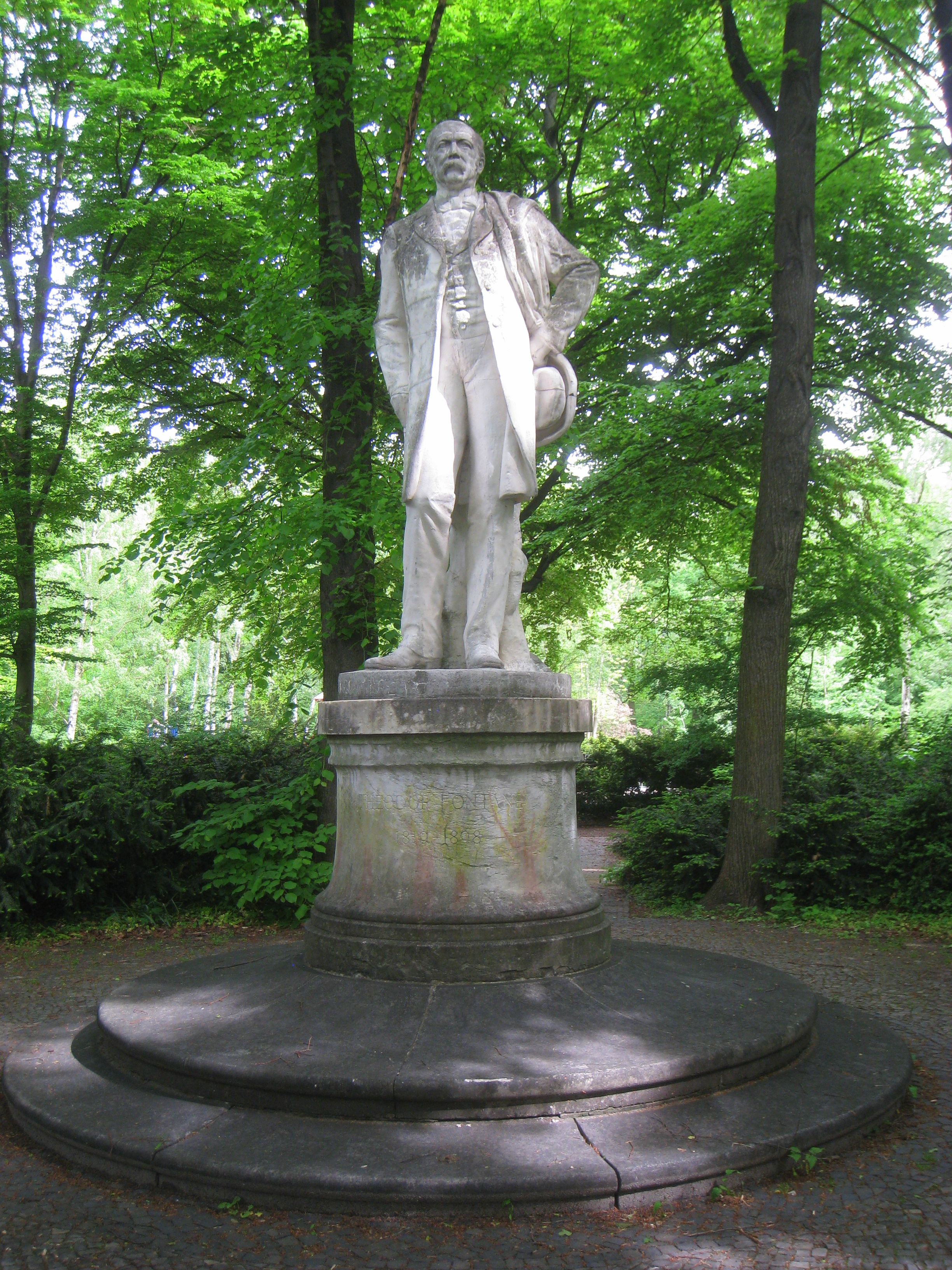
Kopie im Tiergarten

Das Fontane-Denkmal im Großen Tiergarten in Berlin ist eine Skulptur des deutschen Bildhauers Max Klein, die den Schriftsteller Theodor Fontane darstellt.

## Geschichte
Das Fontane-Denkmal ist Teil einer Reihe von Denkmälern der Berliner Bildhauerschule, die Dichter und Komponisten darstellen. Es wurde von 1908 bis 1910 vom Bildhauer Max Klein ausgeführt. 1910 wurde es am Südrand des Großen Tiergartens, nördlich der Thomas-Dehler-Straße, aufgestellt. Die Einweihungsrede am 7. Mai 1910 hielt der Germanist Konrad Burdach. 1985 wurde das Denkmal durch eine Kopie aus Feinzement ersetzt, da das Original von Verwitterungsschäden und Vandalismus bedroht war. Das Original aus Marmor wurde im Rahmen einer Fontane-Ausstellung an die Stiftung Stadtmuseum Berlin ausgeliehen und auf einer künstlerisch gestalteten Stahlkonstruktion auf dem Rasen an der Nordseite des Märkischen Museums aufgestellt. Es steht heute in der Großen Halle des Märkischen Museums.

## Darstellung
Der Dichter ist in der für das 19. Jahrhundert typischen zivilen Kleidung dargestellt mit knielangem Mantel, Weste und Hemd mit hohem Kragen und Halsbinde, ein Schal ist locker über die linke Schulter geworfen. Dargestellt ist er im Kontrapost, seinen Hut trägt er in der linken Hand, die leicht auf die Hüfte gestützt ist sowie einen Stock in der Rechten, möglicherweise eine Anspielung auf seine Wanderungen durch die Mark Brandenburg.
Das Standbild selbst steht auf einem runden und leicht gekehlten hohen Sockel aus Marmor, der Sockel selbst auf einem flachen Marmorpodest mit ebenfalls leicht gekehlten Stufen.